# Lapeyrouse, Puy-de-Dôme
Lapeyrouse là một xã ở tỉnh Puy-de-Dôme trong vùng Auvergne-Rhône-Alpes miền trung nước Pháp.

## Địa hình
Sông Bouble tạo nên gianh giới phía Đông của xã.